# Jensen-Healey

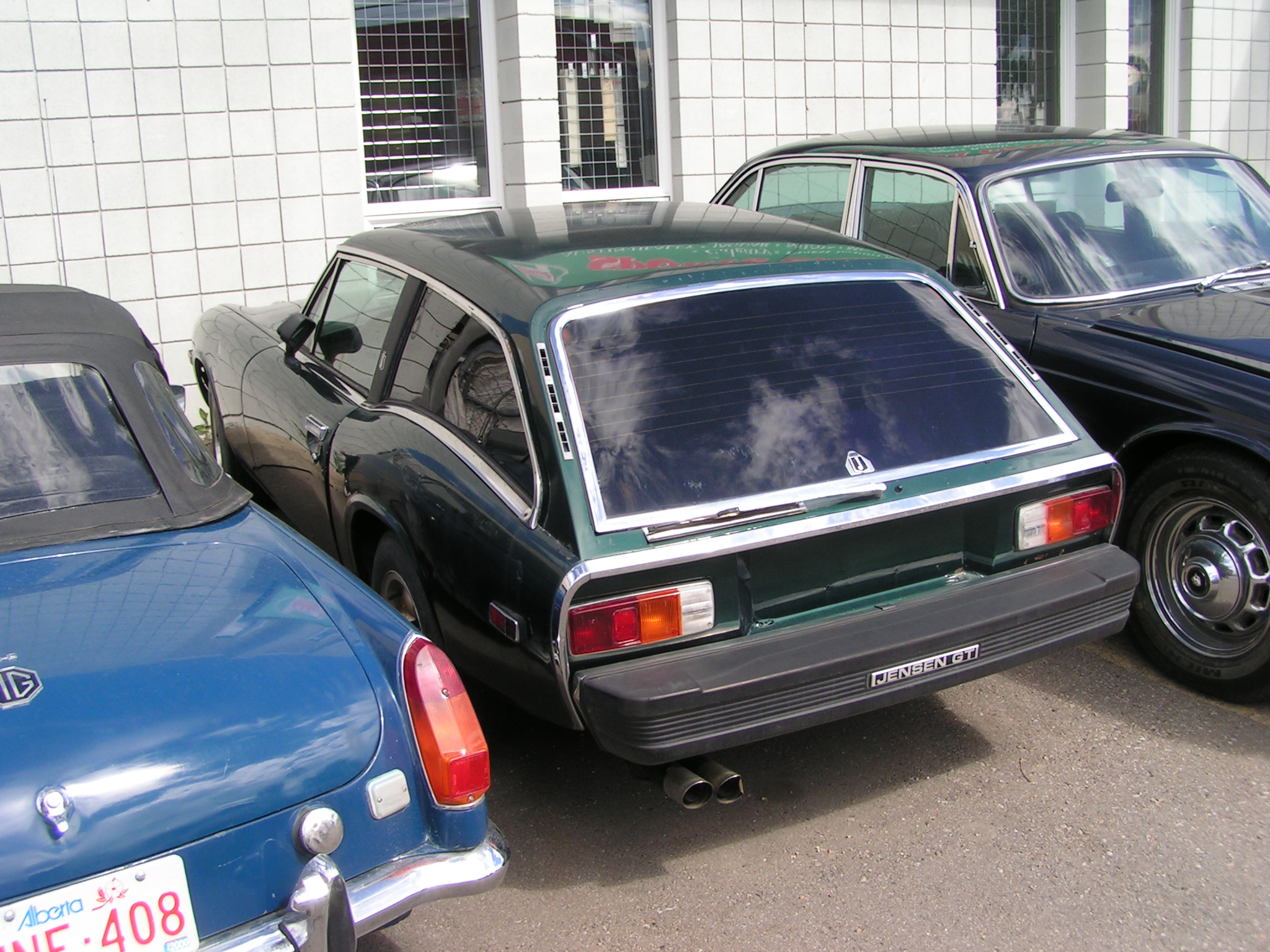
Jensen GT

Jensen-Healey är en öppen sportbil, som tillverkades 1972–1975 av den brittiska biltillverkaren Jensen Motors. Den täckta Jensen GT tillverkades därefter fram till 1976.

## Jensen-Healey
I slutet av 1967 lade British Motor Corporation ned tillverkningen av Austin-Healey 3000. Donald Healey hade presenterat planer på en modern efterträdare, men BMC valde att gå vidare med sin egen MGC. Healey hittade en ny finansiär i norsk-amerikanen Kjell Qvale, som importerat Austin-Healey-bilar till USA och som var missnöjd med BMC:s nedläggningsbeslut. År 1970 blev Qvale majoritetsägare i Jensen Motors, som tillverkat karosser till Austin-Healey och två år senare startade produktionen av Jensen-Healey.
Bilens huvudkomponenter köptes in från andra brittiska tillverkare. Hjulupphängningen kom från Vauxhall Firenza. Tidiga bilar hade en fyrväxlad växellåda från Sunbeam Rapier; senare infördes en femväxlad låda från tyska Getrag. Den fyrcylindriga motorn kom från Lotus. Den var mycket avancerad för sin tid, byggd i aluminium och med dubbla överliggande kamaxlar och fyra ventiler per cylinder.

## Jensen GT
Oljekrisen 1973 drabbade Jensen mycket hårt och försäljningen av den stora Interceptor-modellen tvärstannade. Jensen beslutade då att ta fram en mindre coupé-modell, baserad på Jensen-Healeyn.
Jensen GT introducerades 1975. Den hade en liten halvkombilucka, precis som MGB GT och Volvo 1800ES. Dessvärre kom bilen för sent för att rädda företaget. Utvecklingskostnaden hade tärt ytterligare på dess ansträngda resurser och Jensen avslutade biltillverkningen 1976.

## Tillverkning[1]
| Modell | Antal  |
| ------ | ------ |
| Healey | 10 453 |
| GT     | 473    |